# Feixe de íon focalizado

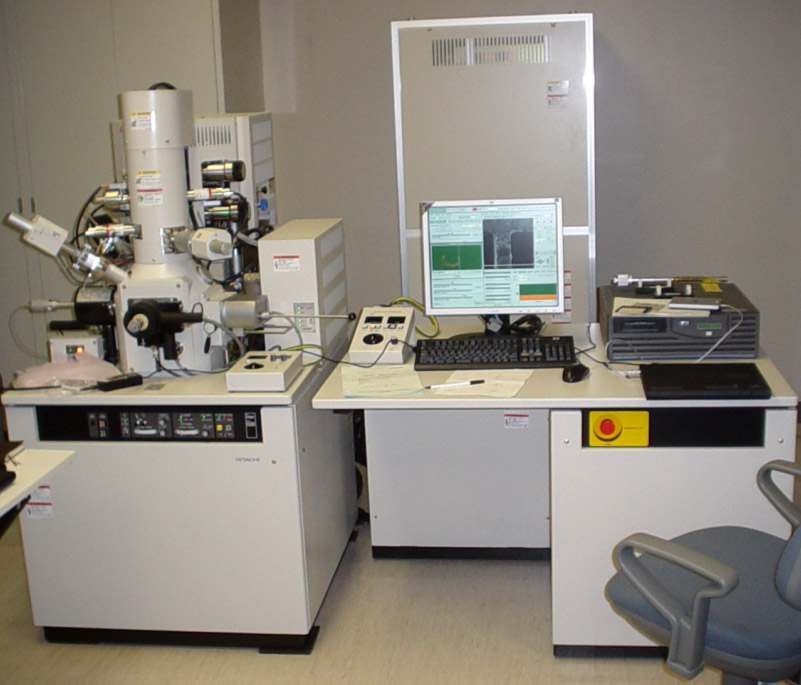
Uma instalação de feixe de íon focalizado.

Feixe de íon focalizado (conhecido como FIB, do inglês focused ion beam), é uma técnica usada particularmente nos campos de semicondutores e ciência dos materiais para a análise de sítios específicos, deposição, e ablação de materiais. Também há algumas aplicações em Biociências. Uma das aplicações de FIB que mais têm evoluído em escala nanométrica, é a ablação para preparo de amostras (ou nanoescultura). Estas amostras são posteriormente analisadas em outros equipamentos, como o Atom Probe e o microscópio eletrônico de transmissão (MET).
O funcionamento do FIB assemelha-se ao de um microscópio eletrônico de varredura (MEV). No entanto, enquanto um MEV utiliza um feixe focalizado de elétrons para produzir imagens da amostra na câmara, uma configuração FIB, em vez disso, usa um feixe de íons focalizado. FIB pode também ser incorporado em um sistema que utilize tanto colunas de feixes de elétrons quanto íons, permitindo que a mesma característica seja investigada alternando-se os feixes. FIB não deve ser confundido com o uso de íons focados para grafia direta em litografia (tal como em grafia por feixe de próton), onde o material é modificado por diferentes mecanismos.
Até o final de 2013, entre universidades e institutos de pesquisa públicos, o Brasil contava com aproximadamente 20 colunas FIB instaladas. Atualmente, os dois fabricantes com maior "market share" em FIB no mundo e também no Brasil são FEI Company e Zeiss